# Poiana Brașov

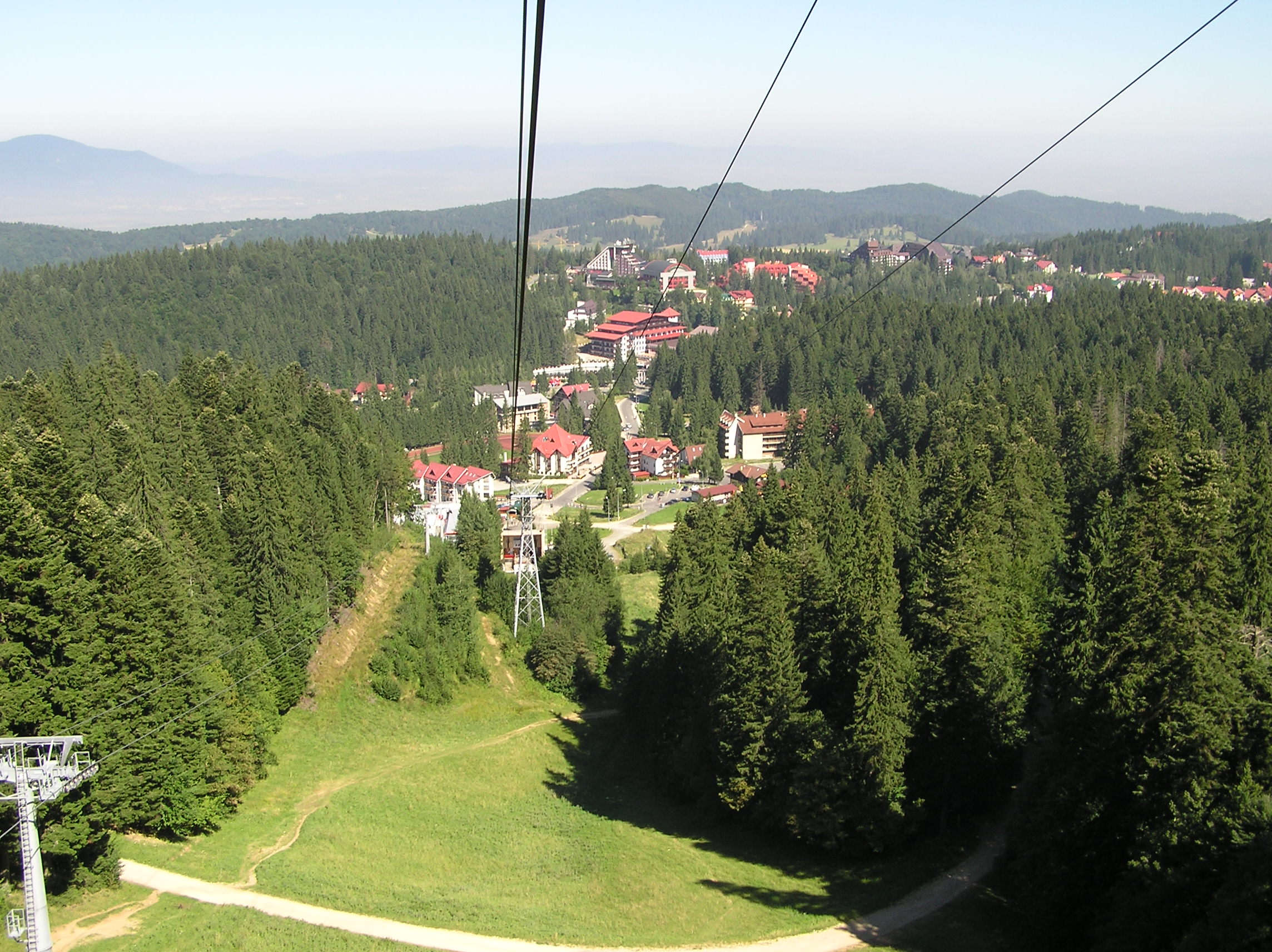
Vista de Poiana Brașov desde el teleférico.

Poiana Brașov es una estación de esquí y un importante centro turístico situado a doce kilómetros de Brașov, Rumania. Se encuentra en el macizo Postăvaru (en los Cárpatos meridionales), a una elevación de 1.030 metros sobre el nivel del mar, y está rodeado por cuatro montañas: Postăvaru (1,799 m), Piatra Craiului (2,238 m), Bucegi (2,505 m) y Piatra Mare (1,848 m).
Poiana Brașov tiene un clima continental, con una temperatura media anual de 5 °C (la temperatura media en julio es de 14,5 °C y en enero es de -5 °C) y la precipitación excede de 900 milímetros anualmente. El manto de nieve se mantiene cerca de 120 días al año.
Fue fundado en 1895 y, originariamente, fue un distrito de Brașov. Sin embargo, en 1906 fue declarado resort invernal. Desde entonces se han celebrado distintas pruebas deportivas relacionadas con deportes de invierno. Actualmente, la estación es un importante centro turístico internacional, pues cuenta con doce pistas de esquí con diferentes grados de dificultad, hoteles de lujo, un funicular, piscinas cubiertas, saunas y varios restaurantes.

## Imágenes

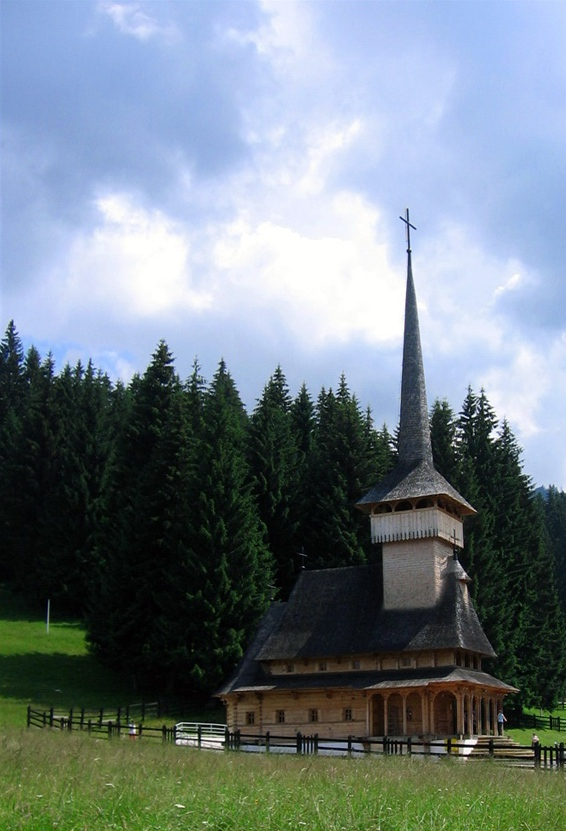
Iglesia Sf. Ioan Botezătorul
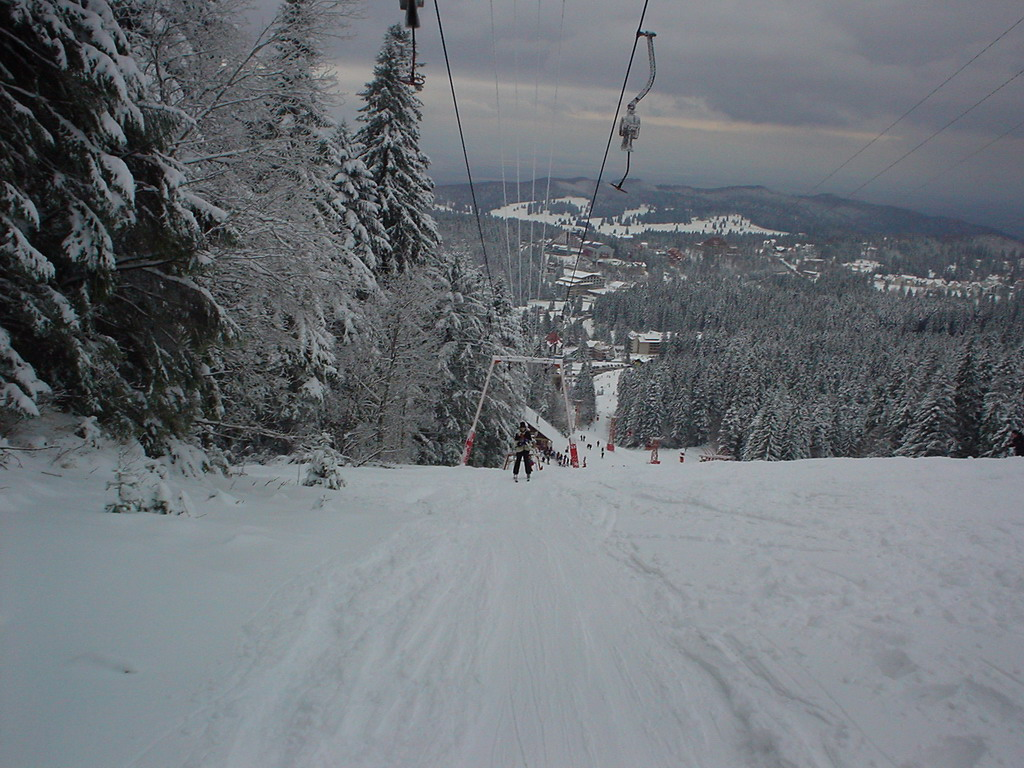
Pistas de esquí
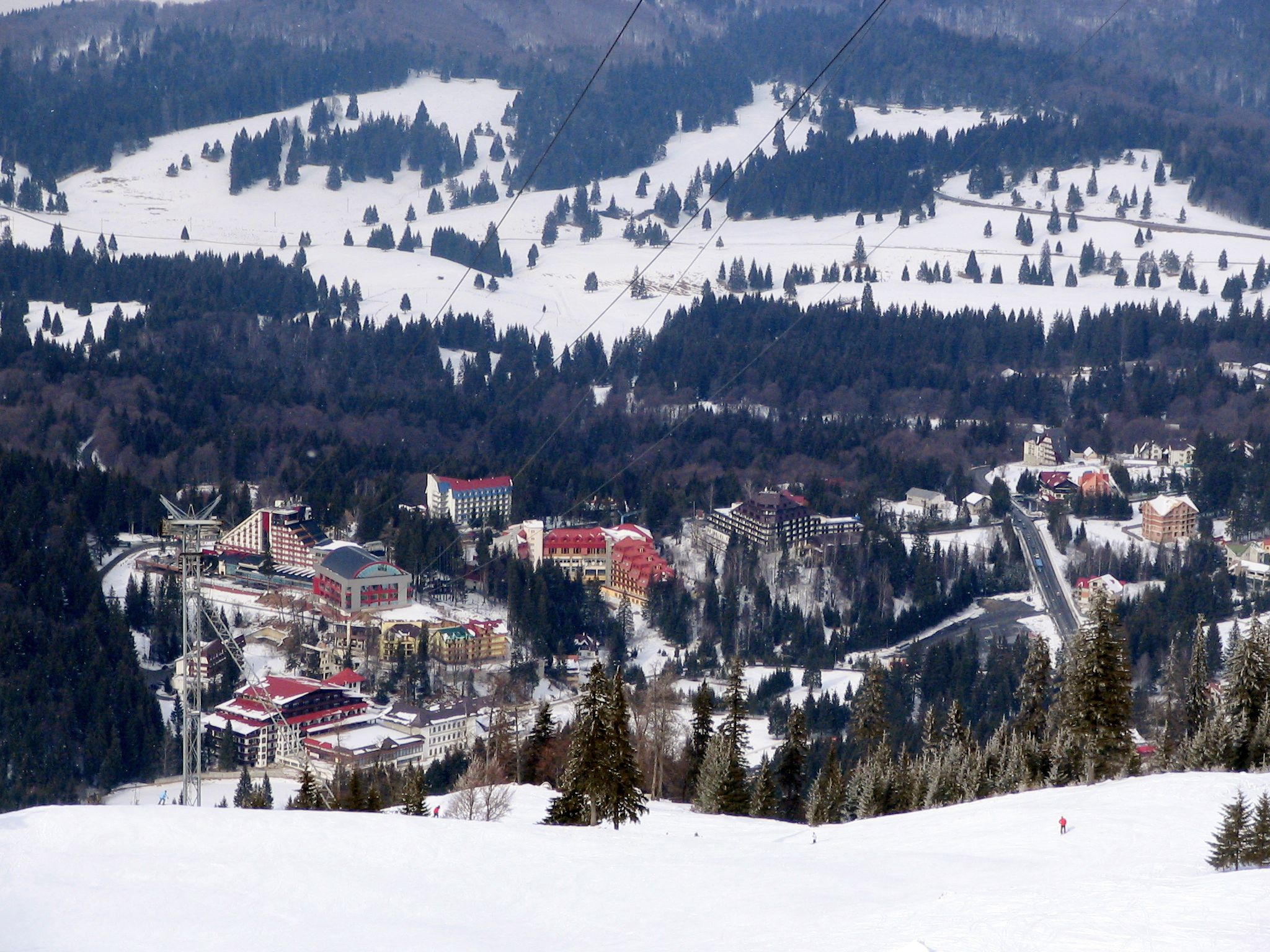
El complejo durante la época invernal
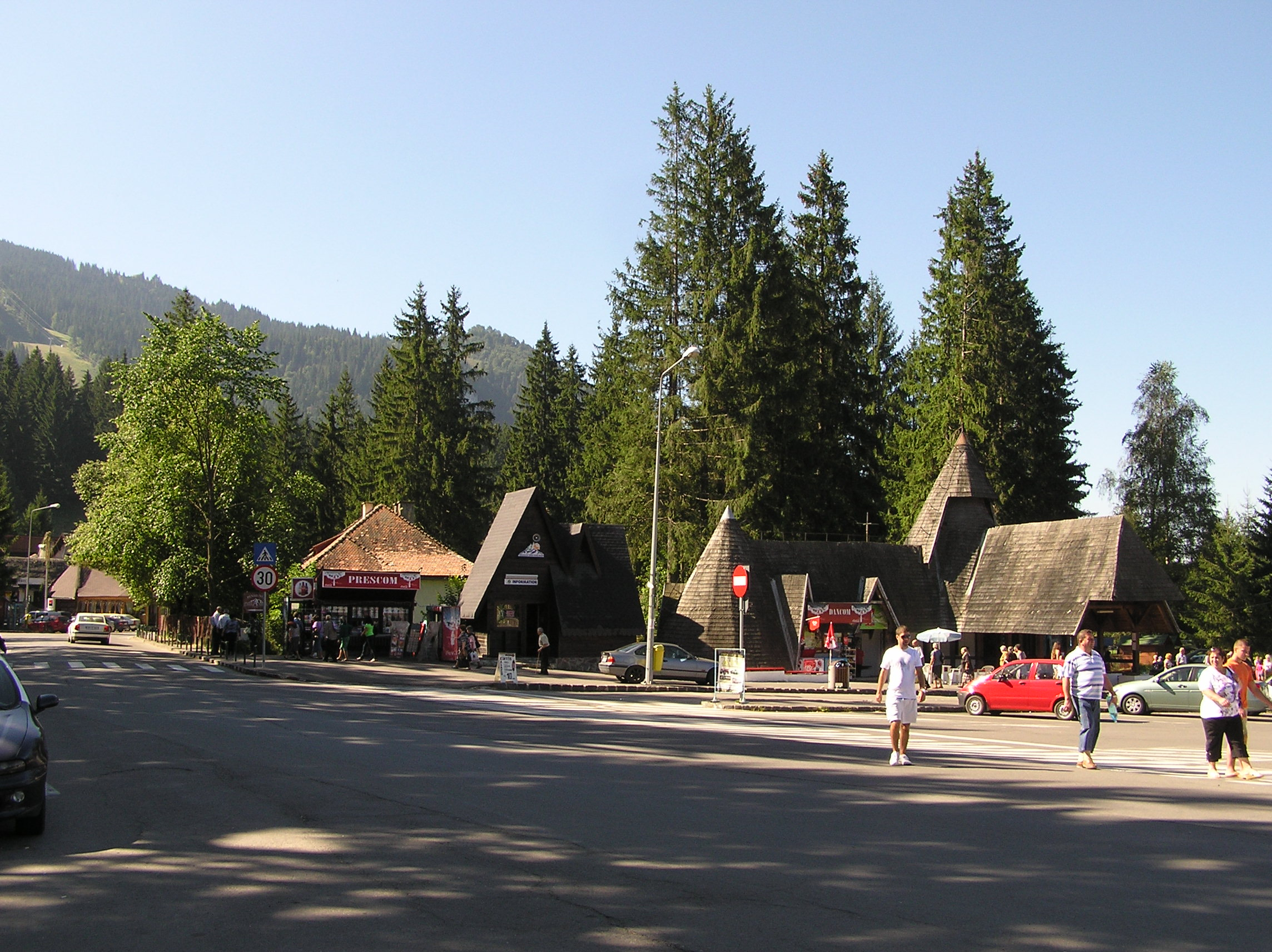
Comercios en Poiana
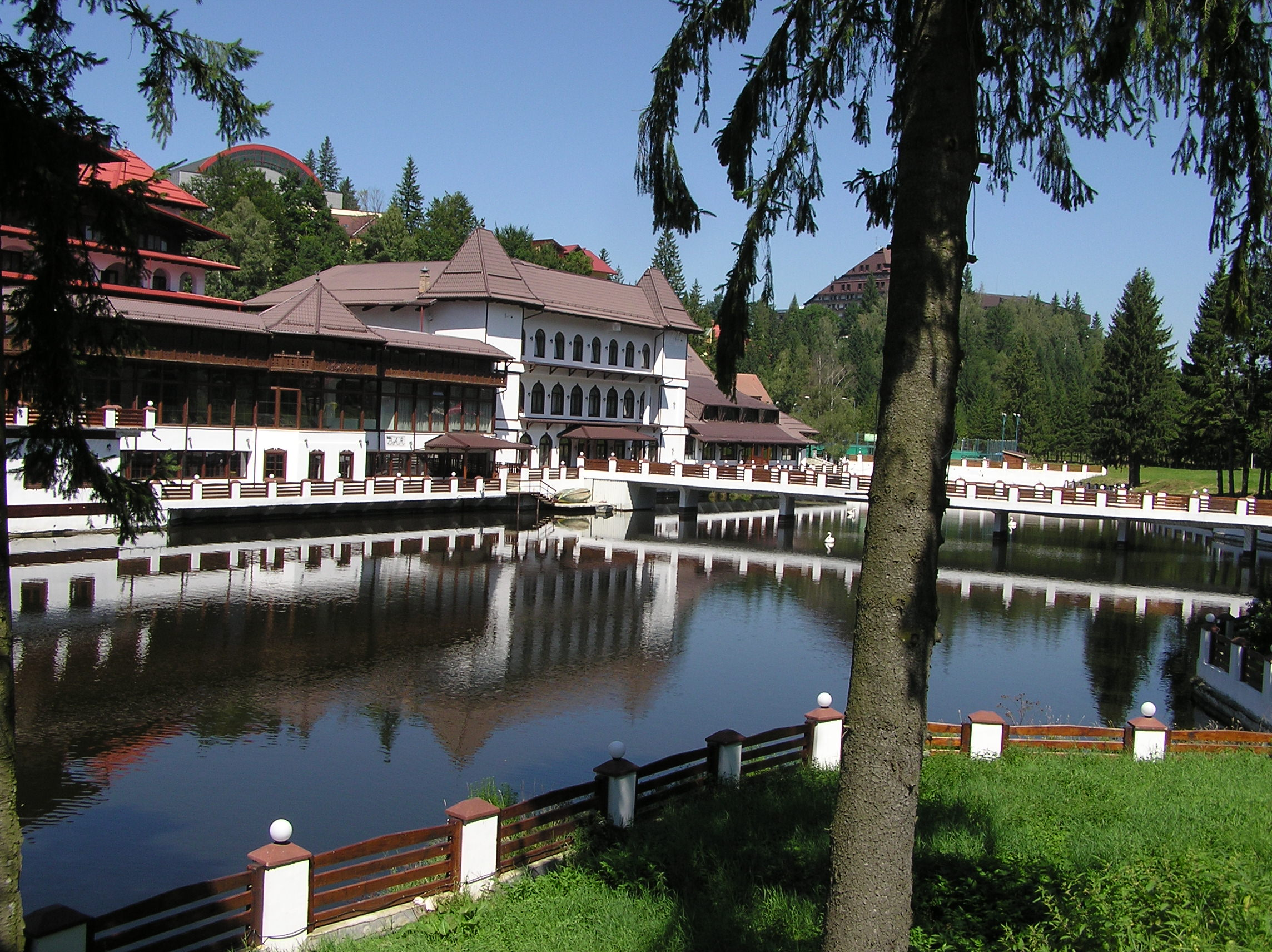
Hotel/Restaurante Miorița
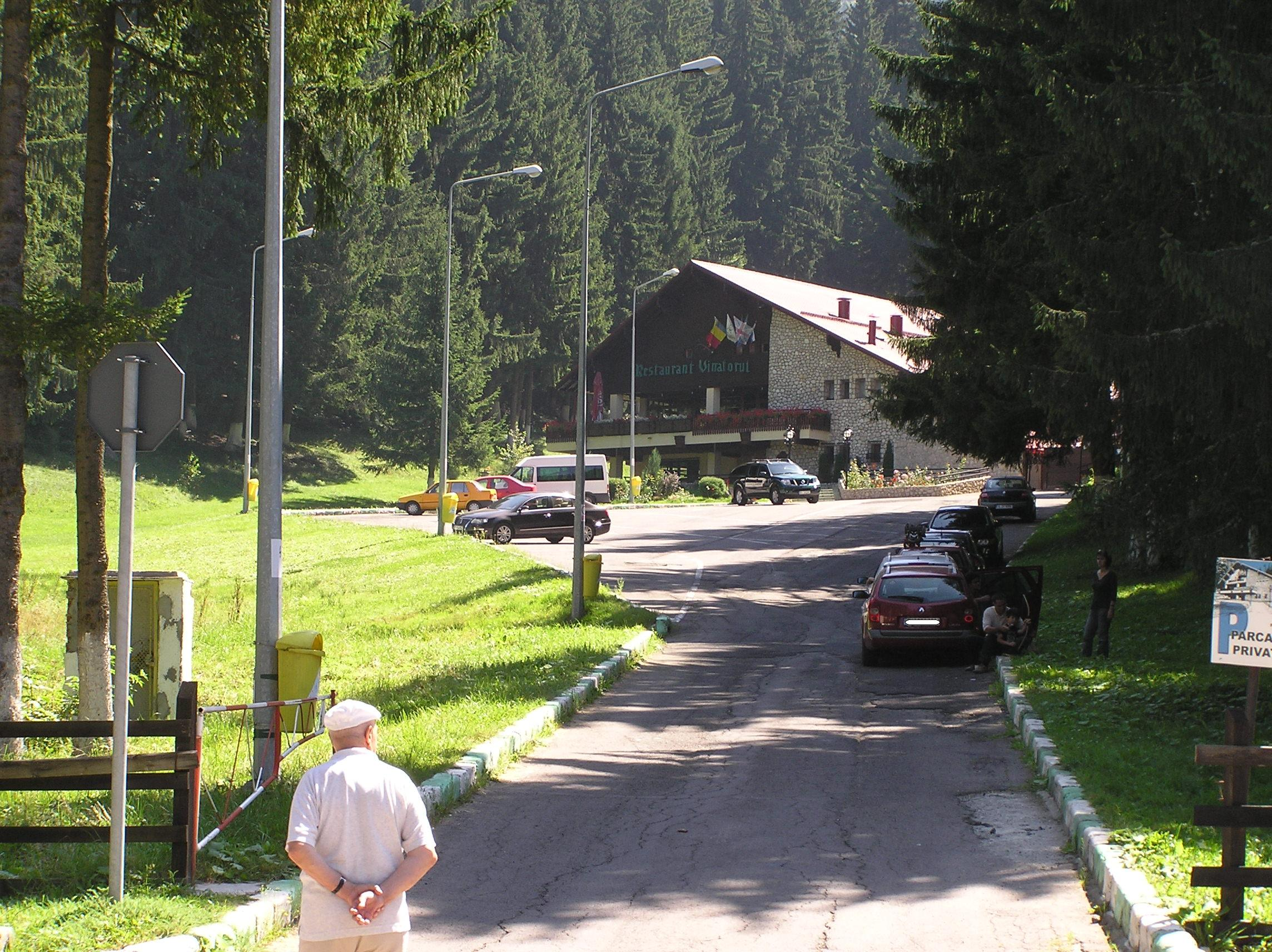
Restaurante Vânătorul